# O Bom Marido
O Bom Marido é um filme brasileiro de 1978, do gênero pornochanchada, dirigido por Antônio Calmon.

## Sinopse
O filme conta a história de um homem que, para manter seu alto padrão de vida, monta um serviço de atendimento a clientes estrangeiros, no qual sua esposa é o produto oferecido.

## Elenco
- Paulo César Pereio.... Afraninho
- Maria Lúcia Dahl.... Malu
- Sandra Pêra
- Nuno Leal Maia
- Helber Rangel
- Misaki Tanaka